# 生命燃ゆ
『生命燃ゆ』（いのちもゆ）は、高杉良の企業小説、またそれを原作としたテレビドラマである。

## 小説
1983年、日本経済新聞社初刊。
昭和電工の大分石油コンビナートエチレンプラント建設に尽力し、若くして病に倒れこの世を去ったひとりのエンジニアの実話が題材になっている。

## テレビドラマ
テレビ朝日系列にて、単発スペシャルのテレビドラマとして、1992年7月16日に放映された。石原プロ製作、渡哲也主演。サブタイトルは「妻よ娘よ、わが人生に悔いなし」。

### 概要
渡哲也の、直腸がんによる長期療養後の完全復帰作品になることから「渡哲也本格復帰記念ドラマスペシャル」と銘打っていた。命の重さがこのドラマのテーマとなっていることから、ドラマ冒頭で「私たちの心の中に生きている石原裕次郎さんにこの作品を捧げます。」と献辞した。
大分や石和温泉でロケが行われ、昭和電工が所有する、コンビナート建設の記録映像も使われた。完成後「多くの人に見てほしい」とのことで、OA前に、一般向け完成披露試写会が行われた。
このドラマ出演がきっかけで、深江卓次が石原プロに加入した。

### スタッフ
- 企画 - 高橋正樹（テレビ朝日）、小林正彦
- プロデューサー - 星裕夫（テレビ朝日）、岩崎純
- 原作 - 高杉良
- 脚本 - 塙五郎
- 音楽 - 大野雄二
- 音楽監督 - 鈴木清司
- 撮影 - 金宇満司
- 照明 - 椎葉昇
- 美術 - 澤路和範
- 録音 - 佐藤泰博
- 編集 - 川島章正
- 記録 - 安倍伸子
- 助監督 - 菅原和利、芝祐二、武正晴、福島耕二
- 制作プロデューサー - 古賀直行
- 音響効果 - 渡部健一（東洋音響カモメ）
- キャスティング - 小島克己、大鷲正道
- 制作主任 - 氏家英樹
- 現像・テレシネ - IMAGICA
- ロケ協力 - 大分県、大分市、日本エアシステム、大分交通、大分東洋ホテル、シーコムフェリー、ニューライフシステム、大分ウェディングホール、石和グランドホテル、石和温泉病院
- 特別協力 - 昭和電工、宝酒造
- 監督 - 澤田幸弘
- 製作 - テレビ朝日、石原プロモーション

### 出演者
- 柿崎仁（昭栄化学システム室長） - 渡哲也
- 柿崎志保子（柿崎の妻） - 十朱幸代
- 松島義一 - 前田吟
- 山野進 - 神田正輝
- とめ子（食堂「丸川」おかみ） - 野川由美子
- 大山公一郎（昭栄化学副社長） - 中村嘉葎雄
- 高田内科部長（柿崎の主治医） - 寺尾聰（特別出演）
- 相川徹夫 - 谷川竜
- 西本亨（昭栄化学専務） - 天田俊明
- 佐藤社長 - 入江正徳
- 柿崎弘子（柿崎の娘） - 田中絢美
- 柿崎陽子（柿崎の娘） - 内之倉佑佳
- 佐智（志保子の妹） - 星瑤子
- 下田 - 深江卓次
- その他 - 唐沢民賢、小倉雄三、山根久幸、井上純一、植木悠太、松田真知子、阿部渡、金野恵子、平井誠一　ほか

### 映像ソフト
- 2012年8月15日にDVDとしてポニーキャニオンより発売される。